# 거츤 보글럼
(존) 거츤 보글럼 ((John) Gutzon Borglum, 1867년 3월 25일 - 1941년 3월 6일)은 미국의 조각가이다. 조지아 주 스톤마운틴의 석각 및 사우스다코타주 키스톤의 러시모어 산에 있는 대통령상의 조각으로 유명해졌다.
보글럼은 아이다호에서 태어나, 캘리포니아주에서 성장했다. 파리의 쥴리안 아카데미에서 공부한 그는 재학중에 오귀스트 로댕을 알게 되었고, 그 영향으로 인상적인 음영을 가진 작풍에 영향받았다. 미국으로 귀국해서 1901년에 뉴욕의 성 요바네 대성당의 100명의 성자 와 사도의 조각을 제작했다. 그 조각은 메트로폴리탄 미술관에 수장되었고, 그 작품은 메트로폴리탄 미술관이 처음으로 구입한 생존하고 있는 미국인 작가의 작품이다. 그는 몇개의 조각상으로 명성을 얻었고, 그 평판은 전국적인 것이 되었다.

## 같이 보기
- 제임스 패터슨